# Nevzat Güzelırmak
Nevzat Güzelırmak (* 1. Januar 1942 in Izmir; † 12. Oktober 2020) war ein türkischer Fußballspieler und -trainer. Durch seine langjährige Tätigkeit für Göztepe Izmir wird er sehr stark mit diesem Verein assoziiert. Auf Fan- und Vereinsseite wird er als einer der bedeutendsten Spieler der Klubgeschichte aufgefasst. Zu Spielerzeiten wurde er wegen seiner britisch anmutenden Spielweise und seiner Nervenstärke als İngiliz (dt.: Der Engländer) bezeichnet. Er steht mit Spielern wie Fevzi Zemzem, Gürsel Aksel und Ali Artuner für die glorreiche Zeit Göztepes in der dieser Verein als einer der ersten anatolischen Mannschaft den drei großen Istanbuler Vereine Galatasaray, Fenerbahçe und Beşiktaş Konkurrenz machte. Mit 313 Erstligaeinsätzen für Göztepe ist er nach Gürsel Aksel (370) der Spieler mit den zweitmeisten Süper-Lig-Einsätzen der Vereinsgeschichte.  In seiner Geburtsstadt und Hauptwirkungsstätte Izmir sind mehrere Sportkomplexe, Turniere bzw. eine Straße nach ihm benannt.

## Familie und Kindheit
Güzelırmak kam als Sohn von Makedonien-Türken in Kahramanlar, einem Stadtteil der westtürkischen Stadt Izmir, auf die Welt. Beide Familienstränge emigrierten während der Balkankriege aus Teilen des heutigen Mazedoniens in einen anderen Teil des Osmanischen Reiches. Die Familie seiner Mutter stammt aus Üsküp, während die Familie seines Vaters aus Kumanova kam. Sein Großvater mütterlicherseits wurde während der griechischen Besetzung Izmirs in Menemen von griechischen Soldaten getötet.
Zu Güzelırmaks Kindheit bestand die Bevölkerung Izmirs nahezu vollständig aus Kriegsvertriebenen aus Kreta, Westthrakien und Makedonien. Da Güzelırmaks Familie väterlicherseits sich in der alten Heimat mit Viehzucht beschäftigt hatte, versuchte die Familie nach dem Umzug nach Izmir ebenfalls dieses Gewerbe fortzusetzen. So betrieb auch Güzelırmaks Vater Viehhandel und reiste deswegen häufig nach Istanbul. Nach einer seiner vielen Reisen brachte er seinem Sohn Nevzat einen Plastikball mit. Mit diesem aus einem sehr dicken Gummi hergestellten und daher sehr robusten und schweren Ball spielte der kleine Nevzat mehrere Jahre lang Straßenfußball. Güzelırmak verlor seinen Vater mit fünf Jahren, sodass seine Mutter gezwungen war die Familie alleine zu ernähren.
Güzelırmak wuchs im Stadtteil Kahramanlar auf, welches an das Ausstellung- und Messegelände Izmirs angrenzte bzw. dieses einschloss. Diese Gegend wurde durch den Brand von Izmir zerstört, weshalb viele freie Flächen vorhanden waren. So hatte man damals von Kahramanlar aus freie Sicht auf das Alsancak-Stadion. Diese freien und ungenutzten Flächen nutzten die Kinder und Jugendliche der näheren Umgebung als Bolzplätze. In Kahramanlar war auch der Tennisklub Izmir ansässig. Die Betreiber des Tennisklubs verschenkten ihre abgenutzten Tennisbälle den Kindern der näheren Umgebung. So spielte Güzelırmak mit seinen Straßenfreunden neben dem schweren Gummiball auch mit diesen abgenutzten Tennisbällen Fußball. Zudem erlaubten die Tennisklubbetreiber gelegentlich den Kindern die Sportlagen mitzubenutzen. Da Güzelırmak damals gehört hatte, das der damals große Fußballstar Metin Oktay, der ebenfalls aus Izmir stammte, seine präzise Schusstechnik durch Übungen an einer Schusswand verfeinert hatte nutzte der junge Güzelırmak die Trainingswand auf dem Tennisgelände dazu, ebenfalls seine Schusstechnik zu verbessern.
Güzelırmaks Liebe zum Fußball entfachte sich 1953. Zu dieser Zeit wurden im ungarischen Pavillon auf dem Ausstellungsgelände ungarische Filme, Folklore und die Spiele der Ungarische Nationalmannschaft gezeigt. Unter den gezeigten Spielen wurden besonders der 6:3-Auswärtssieg und der 7:1-Heimsieg Englische Nationalmannschaft mehrfach vorgeführt. Dies sorgte dafür, dass der kleine Güzelırmak die Spielkommentare auswendig konnte und solche Stars wie Ferenc Puskás, József Bozsik und Nándor Hidegkuti bewunderte.

## Spielerkarriere

### Jugendmannschaften
Nachdem Güzelırmak lange Zeit Straßenfußball gespielt wurde, begann er nach der Grundschule für die Nachwuchsmannschaft des Verein Gençlerbirliği Izmir (1952 in Çayırlıbahçe SK umbenannt) zu spielen. Nachdem Güzelırmak eine Zeitlang ohne gültige Lizenz für diesen Klub gespielt hatte, sprach sich sein fußballerisches Können im Viertel herum. Dies führte dazu, dass er durch die Hilfe eines Nachbars eine Spielerlizenz ausgestellt bekam.
1957 absolvierte Çayırlıbahçe SK gegen die Reservemannschaft von Göztepe Izmir auf dem Halk Sahası eine Testpartie. Zu diesem Spiel erschien auch Abbas Göçmen, der Talentscouts Göztepes und der Trainer der Nachwuchsmannschaft, um sich von Güzelırmaks Qualitäten zu überzeugen. In dieser Partie erzielte Güzelırmak zwei Tore und überzeugte sonst auch. Beim Verlassen des Spielfeldes sprach ihn Göçmen an und lud ihn für das morgige Training von Göztepe ein. Bereits in seiner ersten Trainingseinheit wurde er in den Mannschaftskader der Nachwuchsmannschaft aufgenommen. Während seiner ersten Jahre bei Göztepe besuchte Güzelırmak das Namık-Kemal-Gymnasium. Diese Schule besaß eine sehr gute Schulmannschaft, in der sich spätere Nationalspieler wie Ayhan Elmastaşoğlu, Ali Artuner und Ertan Öznur befanden. So spielte Güzelırmak neben der Nachwuchsmannschaft von Göztepe, auch für die Schulmannschaft.

### Göztepe Izmir
Bei Göztepe wurde er von den älteren Mitspielern wie Gürsel Aksel, Ruhi Karaduman und Emin Çandarlı in die Lehre bekommen. Zudem wurde er von Cheftrainer Ruhi Karaduman geschult und gefördert. Unter den älteren Mitspielern lernte er nach eigenen Angaben besonders von Aksel, mit dem er 13 Jahre zusammen gespielt hatte und zwölf Jahre in den Trainingscamps ein Zimmer geteilt hatte, sehr viel. Obwohl Güzelırmak einige Jahre für Göztepe bzw. dessen Jugendmannschaft trainiert bzw. gespielt hatte, gelang ihm lange nicht der erhoffte Durchbruch. Ihm wurde zwar von allen Trainern und Mitspielern ein großes Potential zugesprochen, allerdings gelang es ihm nicht, dieses Talent auf dem Spielfeld zu zeigen. Nach eigenen Angaben gelang ihm sein Durchbruch während seines einmonatigen Aufenthalts bei der türkischen U-18-Nationalmannschaft. Nach diesen Einsätzen in der türkischen U-18 kehrte Güzelırmak nach Aksels Aussage mit einem neuen Selbstbewusstsein zurück. Für die Saison 1960/61 wurde er vom neuen Cheftrainer, dem Ungarn András Kuttik endgültig in den Mannschaftskader der Profis aufgenommen. Sein Profidebüt gab er am 1. Spieltag der Saison gegen Kasımpaşa Istanbul. In dieser Partie vom 27. August 1960 wurde Güzelırmak von Kuttik in der Startelf aufgestellt und spielte über die volle Spiellänge. Nach diesem Spiel behielt sofort zum Stammspieler auf und absolvierte 37 der möglichen 38 Ligaspiele seiner Mannschaft.
Im Sommer 1961 wurde Kuttik durch seinen Co-Trainer Adnan Süvari als Cheftrainer abgelöst, nachdem Kuttik sich für die kommende Saison mit Beşiktaş Istanbul geeignet hatte. Süvari war selbst für Göztepe als Fußballspieler aktiv gewesen und begann im Laufe der letzten Saison bei Göztepe als Co-Trainer zu arbeiten. Dieser Trainer sollte mit seiner damals sehr modernen Auffassung vom Fußball den türkischen Fußball prägen und Göztepe über ein Jahrzehnt zu den wichtigsten türkischen Vereinen zu etablieren. Unter diesem Trainer behielt Güzelırmak seinen Stammplatz. Die erste Saison in der Süvari-Ära, die Saison 1961/62, wurde auf dem 7. Tabellenplatz abgeschlossen. In der Saison Millî Lig 1962/63, änderte sich das Ligasystem von einer eingleisigen Liga in eine Zweigleisige. Am Ende qualifizierten sich aus zwei Gruppen nur sechs Mannschaften in eine nachfolgende Finalrunde. Göztepe verpasste mit einem Punkt die Qualifikation in diese Finalrunde und beendete die Saison bereits im März 1963. In der nächsten Saison verbesserte sich Güzelırmak mit seiner Mannschaft und beendete die Saison auf dem 5. Tabellenplatz, die bis dato zweitbeste Erstligaplatzierung der Vereinsgeschichte. Güzelırmak musste Anfang April 1964 gemeinsam mit seinem Teamkollegen Çağlayan Derebaşı seinen Militärdienst antreten und fiel deswegen den Rest der Saison aus. Ferner stand er deswegen die nächste Spielzeiten seiner Mannschaft nur mit Sondergenehmigung zur Verfügung. Seine Mannschaft steigerte sich in der ersten Saison ohne ihn, in der Saison 1964/65, weiter und wiederholte mit dem erreichten 4. Tabellenplatz die bis dato beste Erstligaplatzierung der Vereinsgeschichte und qualifizierte sich dadurch zum zweiten Mal infolge für den Messepokal, dem Vorgängerwettbewerb des UEFA-Cups.
Im April 1964 erließ der damalige türkische Generalstabschef Cevdet Sunay eine Regeländerung, wonach fortan Profifußballspieler auch während ihres Militärdienstes für ihre Vereine spielen durften. Durch diese Regelung absolvierte zwar Güzelırmak im September 1964 zwei Messepokalspiele, fiel aber den Rest der Saison aufgrund seines Militärdienstes aus. Am Anfang der Saison 1965/66 absolvierte er erneut Messepokalspiele für sein Team. Da sein Klub aber bereits in der ersten Runde gegen TSV 1860 München ausschied, blieb es erneut bei zwei Spielen. Er stand seinem Team erst im März 1966, nach Beendigung seines Militärdienstes, zur Verfügung und absolvierte alle restlichen Spieler dieser Saison. Die Saison wurde dieses Mal mit dem 5. Tabellenplatz beendet. Zudem wurde zum ersten Mal in der Vereinsgeschichte das Finale im türkischen Fußballpokal erreicht. Hier scheiterte die Mannschaft per Münzentscheid gegen den Erzrivalen Altay Izmir. Die nächsten Spielzeit beendete er mit seiner Mannschaft auf dem 4. Tabellenplatz. Güzelırmak hatte an beiden Erfolgen maßgeblichen Anteil und wurde in der gleichen Saison durch seine überzeugenden Leistungen auch regelmäßig für die türkische Nationalmannschaft nominiert.
In der Saison 1967/68 machte Güzelırmak mit Göztepe mit einem bis dahin noch nie erreichten Erfolg in der Vereinsgeschichte international auf sich aufmerksam. Neben dem erneuten 4. Tabellenplatz in der 1. Liga erreichte man im Messepokal die 3. Runde. Dabei setzte sich Göztepe in der 1. Runde überraschend gegen den favorisierten belgischen Vertreter Royal Antwerpen und in der 2. Runde gar gegen den spanischen Spitzenklub Atlético Madrid durch. In der 3. Runde kam dann gegen den jugoslawischen Vertreter Vojvodina Novi Sad das Turnieraus.
Im März 1968 zog sich Güzelırmak eine schwere Verletzung zu und musste über acht Monate dem Fußballbetrieb fern bleiben. Damit verpasste er die ersten paar Monate der neuen Saison und nahm erst im Dezember wieder am Spielbetrieb teil. Mit seinem Team wurden in dieser Saison die Erfolge der Vorsaison überboten. So gelang zum ersten Mal in der Vereinshistorie der Gewinn des türkischen Fußballpokal. Dabei setzte sich Güzelırmaks Mannschaft im Finale gegen den Spitzenklub Galatasaray Istanbul durch. Im Messepokal wurden der Reihe nach Olympique Marseille, FC Argeș Pitești, OFK Belgrad und den Hamburger SV ausgeschaltet und so das Halbfinale erreicht. Dabei zog sich der Hamburger SV aus dem Wettbewerb zurück und sorgte so für den Halbfinaleinzug Göztepes. Im Halbfinale unterlag der Verein dann dem ungarischen Vertreter Újpesti Dózsa SC. Dieser Erfolg war bis dato der Größte, den eine türkische Mannschaft in den europäischen Pokalwettbewerben erlangen konnte. Die Liga wurde diesmal zwar auf dem 7. Tabellenplatz beendet, jedoch qualifizierte sich die Mannschaft durch den Pokalsieg für die kommende Saison für den Europapokal der Pokalsieger.
In der Saison 1969/70 gelang die Verteidigung des türkischen Fußballpokals und damit der zweite Erfolg in diesem Wettbewerb. Im Europapokal der Pokalsieger kam die Mannschaft bis ins Viertelfinale und schied da gegen den italienischen Spitzenverein AS Rom aus. Zum Sommer 1970 holte die Mannschaft mit einem 3:1-Sieg über Fenerbahçe Istanbul als erste Nicht-Istanbuler Mannschaft auch den Präsidenten-Pokal. Während Güzelırmak in der letzten Saison verletzungsbedingt nicht seine gewohnte Leistung abrufen konnte, lieferte er in dieser Saison wieder seine gewohnte Leistung ab. In der Saison 1970/71 schied er mit seiner Mannschaft im Europapokal der Pokalsieger bereits in der 2. Runde gegen den polnischen Vertreter Górnik Zabrze aus, dafür wurde die Liga auf dem dritten Tabellenplatz beendet und damit eine neue Vereinsbestmarke erreicht. Die nachfolgenden Jahre verlor Güzelırmak mit Göztepe den Anschluss an die Spitzenvereine der höchsten türkischen Spielklasse. Güzelırmak selbst spielte bis zum Sommer 1975 und beendete anschließend seine aktive Fußballspielerlaufbahn. Zwei Jahre später stieg Göztepe zum ersten Mal in der Vereinshistorie in die zweithöchste türkische Spielklasse, in die heutige TFF 1. Lig ab und konnte anschließend nicht mehr an seine erfolgreichste Zeit anknüpfen.

### Nationalmannschaft
Güzelırmak spielte das erste Mal für die türkische Jugendnationalmannschaften, während einer U-18-Begegnung gegen die bulgarische U-18. Nach fünf Einsätzen für die türkische U-18 begann er ab 1965 für die türkische U-21-Nationalmannschaft aufzulaufen. Bereits einen Monat nach seinem U-21-Länderspieldebüt wurde er vom türkischen Nationaltrainer Sandro Puppo zum ersten Mal in seiner Karriere in den Kader der türkischen A-Nationalmannschaft eingeladen. Hier gab er im Testspiel gegen die ungarische Nationalmannschaft sein A-Länderspieldebüt. Im Dezember 1962 reiste er mit der türkischen Auswahl nach Äthiopien um hier an einer Reihe von Freundschaftsspielen teilzunehmen. So absolvierte er mit der A-Auswahl seines Landes am 16. Dezember 1962 gegen die Äthiopische Nationalmannschaft sein zweites Länderspiel. Drei Tage später absolvierte er mit der zweiten Auswahl der türkischen Nationalmannschaft, der damals als türkischen B-Nationalmannschaft bezeichneten Mannschaft, gegen die Äthiopische Nationalmannschaft eine weitere Testpartie.
Nach diesen ersten Länderspielen spielte er bis ins Jahr 1965 sowohl für die U-21-Mannschaft als auch für die A-Mannschaft. Anschließend spielte er bis ins Jahr 1968 ausschließlich für die A-Nationalmannschaft seines Landes.
1965 nahm er mit der Nationalmannschaft am ECO-Cup teil und wurde mit seiner Mannschaft hinter dem Iran Turnierzweiter. Zwei Jahre später holte er mit seiner Mannschaft diesen Cup.
Sein letztes Länderspiel machte er am 13. März 1968 während eines Vorbereitungsspiels gegen die Tunesische Nationalmannschaft. Insgesamt absolvierte er 18 A-Länderspiele für die Türkei und erzielte dabei ein Tor.

## Trainerkarriere
Nach dem Ende seiner Spielerkarriere wechselte Güzelırmak ins Trainerfach und arbeitete bis Ende der 1990 für diverse Erst- und Zweitligisten.
Seine erste Trainerstation wurde sein alter Verein Göztepe Izmir. Den mittlerweile in die 2. Futbol Ligi abgestiegenen Verein übernahm Güzelırmak im Jahr 1976 als Cheftrainer und betreute diesen bis ins Jahr 1978. Anschließend arbeitete er von 1979 bis 1980 beim Erzrivalen Altay Izmir als Co-Trainer und assistierte dabei erst Candan Tarhan und anschließend Serpil Hamdi Tüzün. Ende März 1980 verließ er Altay und übernahm den in der 1. Liga stark abstiegsgefährdeten Klub Göztepe. Mit diesem Klub verpasste er am letzten Spieltag mit einem Punkt den Klassenerhalt.
Zur Saison 1981/82 wurde er beim Erstligisten Boluspor als neuer Cheftrainer vorgestellt. Die erste Saison beendete er mit dem Verein auf dem 12. Tabellenplatz. Hier arbeitete er mit Spielern wie Rıdvan Dilmen, Fatih Uraz und Sercan Görgülü, die später zu wichtigen Spielerpersönlichkeiten werden sollten, zusammen. In der zweiten Saison bei Boluspor beendete er mit seiner Mannschaft die Saison völlig überraschend auf dem 4. Tabellenplatz und erzielte zweitbeste Erstligaplatzierung der Klubgeschichte.
Trotz der erfolgreichen letzten Saison konnte sich Güzelırmak und Boluspor zu keiner weiteren Zusammenarbeit einigen. So verließ Güzelırmak den Klub und übernahm stattdessen den Ligarivalen und Aufsteiger Denizlispor. Den Liganeuling führte er in der Saison zu einem achtbaren 7. Tabellenplatz. Nachdem er aber gegen Ende seiner zweiten Saison für diesen Verein mit seiner Mannschaft gegen den Abstieg zu spielen begonnen hatte, wurde er nach dem drittletzten Spieltag entlassen.
Die nächste Saison übernahm er den Zweitligisten Yeni Afyonspor. Nachdem er mit diesem Verein wider Erwarten statt um den Aufstieg gegen den Abstieg gespielt hatte, verließ er diesen Verein. Die nächste Saison startete er dann beim Zweitligisten Konyaspor. Bei diesem Verein wurde er im Saisonverlauf durch Özkan Sümer abgelöst. Dieser führte dann den Verein zu Zweitligameisterschaft und damit zur ersten Erstligateilnahme der Vereinsgeschichte.
Im Sommer 1988 wurde Güzelırmak Cheftrainer beim Erstligisten Bursaspor. Mit diesem Klub beendete er die Saison auf dem 5. Tabellenplatz und wiederholte damit die bis dato zweitbeste Erstligaplatzierung dieses Klubs. Trotz dieses Erfolges wurde die Zusammenarbeit nicht über die Saison hinaus fortgesetzt. Stattdessen übernahm Güzelırmak in der nächsten Saison den Erstligisten seiner Heimatstadt Altay Izmir. Mit diesem Verein spielte er über die gesamte Saison gegen den Abstieg. Dieser wurde am letzten Spieltag durch das bessere Torverhältnis gegenüber Eskişehirspor verhindert. Mit Saisonende wechselte er innerhalb der Liga zum Stadtrivalen Karşıyaka SK. Auch mit diesem Klub gelang es ihm nicht sich sicher in der Liga u platzieren. Nachdem das Ligaspiel gegen den direkten Abstiegsrivalen Gençlerbirliği Ankara zu Hause mit 1:5 verloren wurde, wurde Güzelırmak entlassen und durch Kadri Aytaç ersetzt. Dieser sicherte dann den Klassenerhalt.
Zur Saison 1990/91 übernahm er das dritte Mal in seiner Trainerlaufbahn Göztepe Izmir, jenen Verein, mit dem er zu Spielerzeiten große Erfolge erreichte. Mit dem damaligen Zweitligisten lieferte er sich über die gesamte Saison ein Kopf-an-Kopf-Rennen mit dem Erzrivalen Altay Izmir. Am Saisonende hatte Güzelırmaks Mannschaft aber das Nachsehen, wurde lediglich Vizemeister und verpasste so den erhofften Aufstieg. Mit Saisonende verließ er diesen Klub wieder. Die nachfolgende Saison übernahm er den Zweitligisten Kayserispor. Mit diesem Verein setzte er sich in der Zweitligasaison 1991/92 von Anfang souverän an der Tabellenspitze fest und beendete die Saison mit 69 Punkten und 15 Punkten Vorsprung zum Zweitplatzierten Petrol Ofisi SK als Zweitligameister. Obwohl er damit das gesetzte Saisonziel erreicht hatte, kam es trotzdem zu keiner weiteren Zusammenarbeit.
In der nächsten Saison übernahm er den Istanbuler Erstligisten Sarıyer SK. Nach einer Saison wechselte er erneut den Verein und trainierte diesmal den neu in die 2. Liga abgestiegenen Klub Aydınspor. Bereits nach vier Monaten Tätigkeit verließ er diesen Klub wieder und übernahm sofort in dessen Anschluss zum zweiten Mal in seiner Karriere Bursaspor. Dieses Mal trainierte er ein Jahr lang und übergab anschließend sei Amt an seinen Co-Trainer Nenad Bijedić. Auch dieses Mal übernahm er mit Kayserispor sofort einen anderen Klub und betreute diesen bis zum Oktober 1995.
Zur Saison 1996/97 trainierte er für zwei Monate lang Adana Demirspor. Im Februar 1997 übernahm er den stark abstiegsbedrohten Klub Kuşadasıspor. Nachdem der Klassenerhalt mit diesem Klub erreicht wurde, wurde die Zusammenarbeit weiter fortgesetzt. Im September 1997 trat Güzelırmak von diesem Amt zurück und arbeitet fortan nicht mehr als Trainer.

## Erfolge

### Als Spieler
- Mit Göztepe Izmir
  - Tabellendritter der Süper Lig: 1970/71
  - Tabellenvierter der Süper Lig: 1964/65, 1966/67, 1967/68
  - Türkischer Pokalsieger: 1969, 1970
  - Türkischer Pokalfinalist: 1967
  - Präsidenten-Pokalsieger: 1970
  - TSYD-Izmir-Pokalsieger: 1964/65, 1966/67, 1968/69
  - Messestädte-Pokal-Halbfinalist: 1968/69
  - Viertelfinalist des Europapokals der Pokalsieger: 1969/70
- Türkische Nationalmannschaft:
  - RCD-Pokalsieger: 1967
    - Zweiter beim RCD-Pokal: 1965

### Als Trainer
- Mit Boluspor
  - Tabellenvierter der Süper Lig: 1982/83
- Mit Kayserispor
  - Meister der TFF 1. Lig und Aufstieg in die Süper Lig: 1991/92